# Султаналиев, Токан Анарбекович
Токан Анарбекович Султаналиев (род. 10 октября 1949, пос. Политотдел, Алма-Атинская область) — член всемирной ассоциации хирургов, Президент Казахстанского общества сосудистых хирургов (с 2011 г.), президент Ассоциации флебологов РК; доктор медицинских наук, профессор (1990).

## Научная биография
Родился 10 августа 1949 года в посёлке Политотдел Каскеленского района Алма-Атинской области в казахской семье.
С 1972 года, окончив лечебный факультет Алма-Атинского государственного медицинского института, в 1976 году поступил на целевую аспирантуру в ИССХ им. А. Н. Бакулева АМН СССР в Москве, далее работал врачом-хирургом, заведовал отделением сосудистой хирургии Центральной городской клинической больницы. Имеет сертификат специалиста с присвоением высшей категории по специальностям: Социальная гигиена и организация здравоохранения. № 011743, 2007 г.,Общая хирургия. №399. 2006 г.,Ангиохирургия. №121589. 2009 г.,Кардиохирургия. № 210. 2009 г.
С 1979 года преподаёт на кафедре хирургии Алма-Атинского государственного института усовершенствования врачей: ассистент, доцент (с 1983), заведующий кафедрой (1989—2002) хирургии Алма-Атинского государственного института усовершенствования врачей. Одновременно в 2001—2008 годы — ректор института.
Участвовал в работе Международных Конгрессов по хирургии(Краков 1989, Мюнхен 1996, Флоренция 1997, Вена 1999, Рим 2002, Москва 2003, Париж 2004, ЮАР 2005, Шотландия-Эдинбург,2006, Египет-Хургада 2007). Участвовал в работе Совета ректоров ЦАР по образовательной системе (США 2002, Англия 2002, Алматы 2003, Ташкент 2004, Душанбе 2004, Алматы 2005, Бишкек 2006, США 2006,ЮАР, Индия, Китай).
Является первым в Казахстане хирургом, который произвел ортотопическую трансплантацию печени от трупного донора.

### Семья
Отец — Анарбек Султаналиев; мать — Нуржамал Султаналиева.
Жена — Зулейха Султаналиева, врач.
- сыновья — Ержан (р. 1972), Нуржан (р. 1983); дочь — Диляра (р. 1974).

## Научная деятельность
В 1980 году защитил кандидатскую, в 1989 — докторскую диссертацию («Диагностика и хирургическое лечение аневризм дуги и нисходящей грудной аорты»). Профессор (с 1990 года). Академик Нью-Йоркской академии медицинских наук (с 1994 года).
Подготовил 9 докторов и 15 кандидатов наук. Имеет 5 авторских свидетельства СССР на изобретение,41 патентов в Республики Казахстан. Автор свыше 392 научных работ, 5 монографии, 4 методических рекомендации и пособий, учебник по хирургии «Госпиталдық хирургия». Член редакционного совета журнала «Ангиология и сосудистая хирургия», Москва, член редакционного совета «Вестник неотложной медицины», Ташкент

## Награды и признание
- Почётная грамота Президента РК (2002).
- Благодарственное письмо Президента РК.
- Отличник здравоохранения.
- Медаль и «Золотой скальпель» в области хирургии (международной общественной организации; 2008).
- Звание «Алтын дәрігер» (2009) Ассоциации врачей и провизоров Казахстана.
- Медаль «Ерен еңбек үшін», 2013.
- Академик Российской Академии Медико-технических наук, 2009.
- Член Всемирной Ассоциации хирургов, член Ассоциации хирургов им. Н.И. Пирогова.